# Pollona
La pollona es un plato típico y tradicional de la ciudad de Los Ángeles, Chile. Consiste en un cocimiento de pollo, longanizas y costillar de cerdo ahumado en olla de greda, acompañado de papas fritas, sopaipillas y pebre.
La preparación fue ideada por Rina Romero Contreras a fines de los años 1960, para ser ofrecida a los comensales en su casa de campo.